# 波赫约拉
波赫约拉（芬蘭語：Pohjola，又译为“波赫尤拉”）是芬兰神话中的一个地名，指北方，北国—整个北极地区，在《卡勒瓦拉》的世界中，是萨米人的国家。
在现实世界中，波赫约拉包括拉普兰区的一部分和凯努区。波赫约拉也可以被认为是纯粹的神话中的地名，邪恶的发源地—一个远在北方的具有不详之兆，永远寒冷的地区。疾病和严寒起源于这个地区。波赫约拉是万诺拉—卡勒瓦拉国的敌人。
在神话中，波赫约拉的女统治者是娄希，一个具有强权的邪恶的女巫。伟大的铁匠伊尔玛利宁，为了使娄希把她的女儿嫁给他，按照娄希的要求为她铸造了三宝磨。三宝磨是一个能磨出麦子、盐和金钱的神磨，但是三宝磨的盖子是天穹的一个象征，上面有围绕着世界的中心轴或支柱旋转的星星。卡勒瓦拉中的人物也希望能够娶娄希的女儿为妻， 包括冒险家勒明盖宁和伟大的智者万奈摩宁。娄希向他们要求类似三宝磨一样的奇事，如射击图奥内拉河上的天鹅。当伊尔玛利宁最终得到了娄希的女儿，在波赫约拉的大厅中举办了婚礼和盛大宴会。
根據芬蘭神話，世界的基礎-世界樹-的根部位在波赫约拉。